# Danny Daniels
Danny Daniels, all'anagrafe Daniel Giagni Jr. (Albany, 25 ottobre 1924 – Santa Monica, 7 luglio 2017) è stato un coreografo, danzatore e attore statunitense.

## Biografia
Danny Daniels entrò nel mondo dello spettacolo come ballerino di fila in numerosi musical di Broadway durante gli anni quaranta, tra cui Kiss Me, Kate, Street Scene e Billion Dollar Baby. Pur continuando a recitare sulle scene e sul piccolo e grande schermo per tutti gli anni cinquanta e sessanta, Daniels cominciò a lavorare come coreografo a partire dai primi anni cinquanta. Ottenne particolare apprezzamenti per le sue coreografie del musical The Tap Dance Kid, per cui vinse il Drama Desk Award e il Tony Award alla miglior coreografia nel 1984; nel corso della sua carriera ottenne altre tre candidature al Tony Award per High Spirits, Walking Happy e Annie Get Your Gun. Ha curato le coreografie anche per diversi film, tra cui A scuola di ballo con Liza Minnelli.
È morto nel 2017 all'età di novantadue anni.

## Filmografia parziale
- La donna di paglia (Woman of Straw), regia di Basil Dearden (1964)
- Femmine delle caverne (Prehistoric Women), regia di Michael Carreras (1967)
- Buio oltre il sole (The Mercenaries), regia di Jack Cardiff (1968)
- La rossa maschera del terrore (The Oblong Box), regia di Gordon Hessler (1968)
- Thunder Run, regia di Gary Hudson (1986)
- Una pallottola spuntata 33⅓ - L'insulto finale (Naked Gun 33⅓: The Final Insult), regia di Peter Segal (1994)
- Ace Ventura - Missione Africa (Ace Ventura: When Nature Calls), regia di Steve Oedekerk (1995)